# Бахнари (Васлуј)
Бахнари (рум. Bahnari) насеље је у Румунији у округу Васлуј у општини Васлуј. Oпштина се налази на надморској висини од 199 m.

## Становништво
Према подацима из 2002. године у насељу је живело 585 становника, од којих су сви румунске националности.